# Chuỗi cửa hàng
Chuỗi cửa hàng hoặc chuỗi bán lẻ là một cửa hàng bán lẻ trong đó một số địa điểm chia sẻ thương hiệu, quản lý trung tâm và thực tiễn kinh doanh được tiêu chuẩn hóa. Họ đã thống trị thị trường bán lẻ và ăn uống, và nhiều loại dịch vụ, ở nhiều nơi trên thế giới. Một cơ sở bán lẻ nhượng quyền là một hình thức của chuỗi cửa hàng. Năm 2004, chuỗi bán lẻ lớn nhất thế giới, Walmart, đã trở thành tập đoàn lớn nhất thế giới dựa trên tổng doanh thu.

## Lịch sử
Năm 1792, Henry Walton Smith và vợ Anna thành lập WH Smith như một doanh nghiệp bán hàng tự động ở London sẽ trở thành mối quan tâm quốc gia vào giữa thế kỷ 19 dưới sự quản lý của cháu trai William Henry Smith. Công ty đã tận dụng sự bùng nổ của đường sắt bằng cách mở các quầy bán báo tại các nhà ga bắt đầu vào năm 1848. Công ty, hiện được gọi là WHSmith, đã có hơn 1.400 địa điểm tính đến năm 2017.
Tại Mỹ, các chuỗi cửa hàng bắt đầu với việc thành lập Công ty chè Đại Tây Dương &amp; Thái Bình Dương (A & P) vào năm 1859. Ban đầu, chuỗi nhỏ bán trà và cà phê trong các cửa hàng ở thành phố New York và điều hành một doanh nghiệp đặt hàng qua thư quốc gia. Công ty đã tăng lên 70 cửa hàng vào năm 1878 khi George Huntington Hartford biến A & P thành chuỗi cửa hàng tạp hóa đầu tiên của đất nước. Năm 1900, nó vận hành gần 200 cửa hàng. 

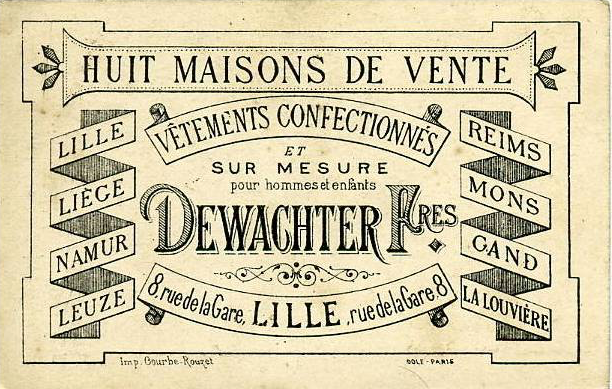
Niêm yết Tám thành phố và thị xã nơi Dewachter Frères cung cấp "ad bưu thiếp quần áo may sẵn và bằng biện pháp dành cho nam giới và trẻ em," ca. 1885

Isidore, Benjamin và Modeste Dewachter bắt nguồn ý tưởng của chuỗi cửa hàng bách hóa ở Bỉ vào năm 1868, mười năm trước khi A & P bắt đầu cung cấp nhiều hơn cà phê và trà. Họ bắt đầu với bốn địa điểm cho Maisons Dewachter (Nhà của Dewachter): La Louvière, Mons, Namur và ngôi làng nhỏ ở ngã tư Leuze. Sau đó, họ hợp nhất thành Dewachter frères (Dewachter Brothers) vào ngày 1 tháng 1 năm 1875. Anh em nhà cung cấp sẵn sàng để mặc quần áo cho nam giới và trẻ em và quần áo đặc biệt như cưỡi quần áo và beachwear. Isidore sở hữu 51% công ty, trong khi anh em của ông chia 49% còn lại. Dưới sự lãnh đạo của Isidore (và sau này là con trai Louis '), Maisons Dewachter sẽ trở thành một trong những tên được công nhận nhất ở Bỉ và Pháp với các cửa hàng tại 20 thành phố và thị trấn. Một số thành phố có nhiều cửa hàng, chẳng hạn như Bordeaux, Pháp. Louis Dewachter cũng trở thành một nghệ sĩ phong cảnh nổi tiếng quốc tế, vẽ tranh với bút danh Louis Dewis.
Đến đầu những năm 1920, Hoa Kỳ đã tự hào về ba chuỗi quốc gia: A & P, Woolworth's và United Cigar Stores. Đến những năm 1930, các chuỗi cửa hàng đã có tuổi và ngừng tăng tổng thị phần. Các quyết định của tòa án chống lại việc cắt giảm giá của chuỗi đã xuất hiện vào đầu năm 1906 và luật chống lại các chuỗi cửa hàng bắt đầu từ những năm 1920, cùng với các biện pháp đối phó pháp lý của các nhóm cửa hàng chuỗi.

## Đặc điểm
Một chuỗi cửa hàng được đặc trưng bởi mối quan hệ sở hữu hoặc nhượng quyền thương mại giữa doanh nghiệp địa phương hoặc cửa hàng và doanh nghiệp kiểm soát.

### Sự khác biệt giữa "chuỗi" và bán lẻ công thức
Trong khi các chuỗi thường là "bán lẻ công thức", một chuỗi liên quan đến quyền sở hữu hoặc nhượng quyền thương mại, trong khi "bán lẻ công thức" đề cập đến các đặc điểm của doanh nghiệp. Có sự chồng chéo đáng kể vì đặc điểm chính của một doanh nghiệp bán lẻ công thức là nó được kiểm soát như một phần của mối quan hệ kinh doanh và nói chung là một phần của chuỗi. Tuy nhiên, hầu hết các quy định của thành phố được mã hóa dựa trên các định nghĩa về bán lẻ công thức (ví dụ: nhà hàng công thức), một phần vì một hạn chế hướng đến "chuỗi" có thể được coi là hạn chế không thể chấp nhận được đối với thương mại giữa các bang Hoa Kỳ), hoặc vượt quá thẩm quyền phân vùng của thành phố (nghĩa là quy định "ai sở hữu nó" chứ không phải là đặc điểm của doanh nghiệp). Các hạn chế không được mã hóa đôi khi sẽ nhắm mục tiêu "chuỗi".

### Suy giảm
Các chuỗi cửa hàng ngoại tuyến đã suy giảm khi lĩnh vực bán lẻ đã chuyển sang mua sắm trực tuyến, dẫn đến tỉ lệ bỏ không bán lẻ cao lịch sử. Chuỗi Radio Shack trăm tuổi từ 7.400 cửa hàng vào năm 2001 còn 400 cửa hàng vào năm 2018. FYE (nhà bán lẻ) là chuỗi cửa hàng âm nhạc cuối cùng còn lại ở Hoa Kỳ và đã thu hẹp từ hơn 1000 xuống còn 270 địa điểm trong năm 2018. Năm 2019, Payless ShoeSource tuyên bố rằng họ sẽ đóng cửa tất cả 2.100 cửa hàng còn lại ở Mỹ.

## Chuỗi nhà hàng

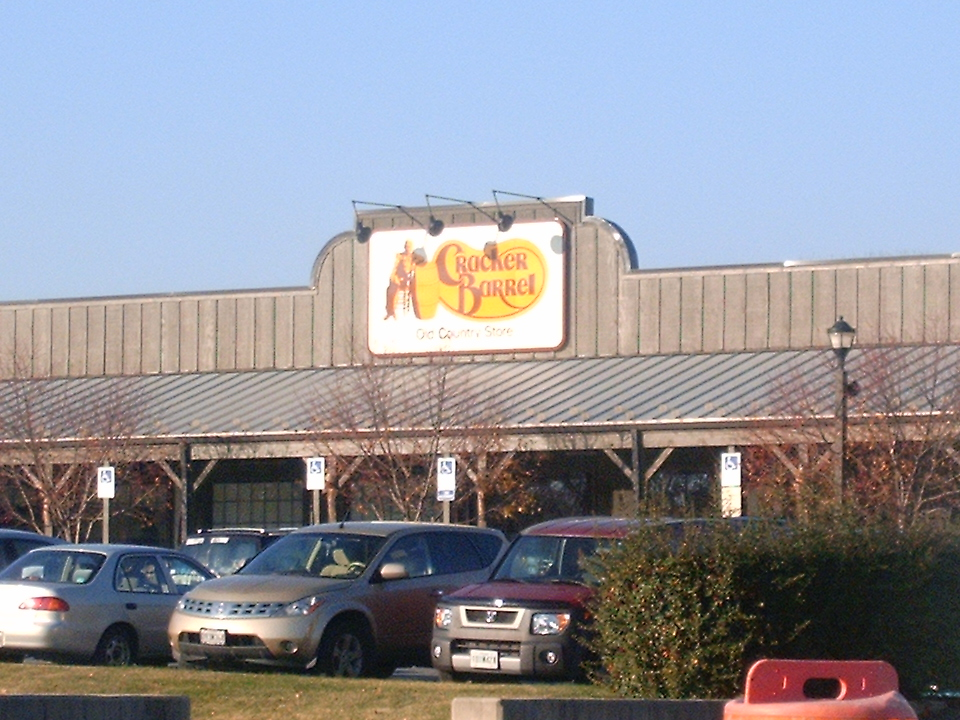
Một chuỗi nhà hàng Cracker Barrel

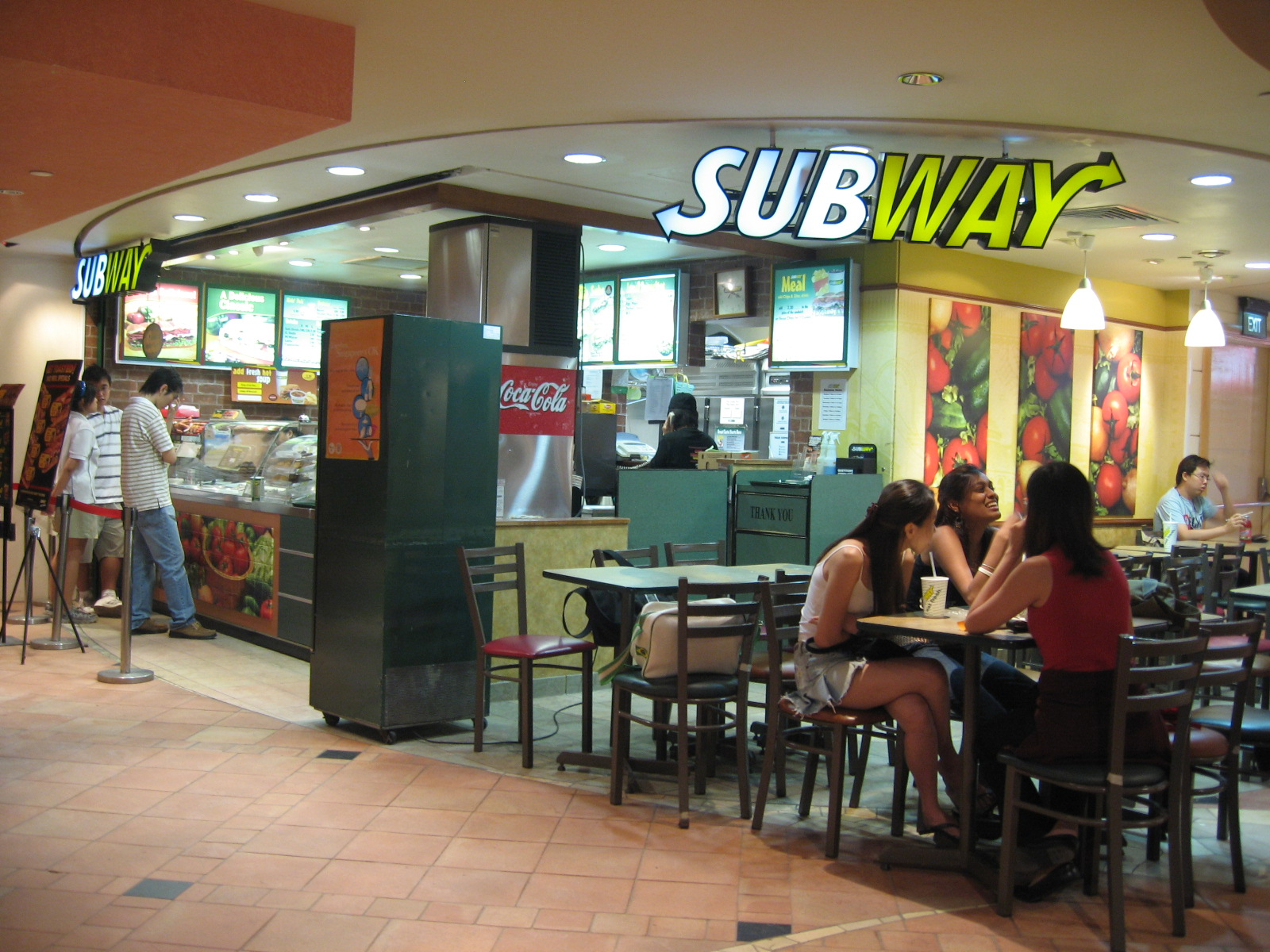
Một nhà hàng nhượng quyền Subway

Chuỗi nhà hàng là một tập hợp các nhà hàng liên quan ở nhiều địa điểm khác nhau thuộc sở hữu chung của công ty (ví dụ: McDonald ở Mỹ) hoặc các thỏa thuận nhượng quyền. Thông thường, các nhà hàng trong một chuỗi được xây dựng theo định dạng tiêu chuẩn thông qua phát triển nguyên mẫu kiến trúc và cung cấp một menu và/hoặc dịch vụ tiêu chuẩn.
Nhà hàng thức ăn nhanh là phổ biến nhất, nhưng chuỗi nhà hàng ăn ngồi cũng tồn tại. Chuỗi nhà hàng thường được tìm thấy gần đường cao tốc, trung tâm mua sắm và khu du lịch.

## Sự đối lập
Sự dịch chuyển của các doanh nghiệp độc lập bằng các chuỗi đã tạo ra sự hợp tác ngày càng tăng giữa các doanh nghiệp và cộng đồng độc lập để ngăn chặn sự phổ biến chuỗi. Những nỗ lực này bao gồm tổ chức dựa vào cộng đồng thông qua các Liên minh doanh nghiệp độc lập (ở Hoa Kỳ và Canada) và các chiến dịch "mua địa phương". Tại Hoa Kỳ, các tổ chức thương mại như Hiệp hội Nhà sách Hoa Kỳ và Nhà bán lẻ Đồ chơi Đặc biệt Hoa Kỳ thực hiện quảng bá và vận động quốc gia. Các tổ chức phi chính phủ như Dự án quy tắc mới và Quỹ kinh tế mới cung cấp nghiên cứu và công cụ cho chính sách và giáo dục kinh doanh độc lập trong khi Liên minh doanh nghiệp độc lập Hoa Kỳ hỗ trợ trực tiếp cho việc tổ chức cấp cộng đồng.

## Quy định và loại trừ
Một loạt các thị trấn và thành phố ở Hoa Kỳ có cư dân muốn giữ lại đặc tính khác biệt của họ như San Francisco; Provincetown, Massachusetts và các làng Cape Cod khác; Bristol, RI; McCall, Idaho; Cảng Townsend, Washington; Ogunquito, Maine; Windermere, Florida và Carmel-by-the-Sea, California điều tiết rõ ràng, thậm chí loại bỏ chuỗi cửa hàng. Họ không loại trừ chính chuỗi, chỉ có công thức được tiêu chuẩn hóa mà chuỗi sử dụng, được mô tả là " doanh nghiệp công thức " . Ví dụ, thường có thể có một nhà hàng thuộc sở hữu của McDonald bán hamburger, nhưng không phải là hoạt động nhượng quyền công thức với các vòm vàng và thực đơn, đồng phục và quy trình chuẩn. Lý do những thị trấn này điều chỉnh chuỗi cửa hàng là thẩm mỹ và du lịch. Những người đề xuất các nhà hàng công thức và bán lẻ công thức cho rằng các hạn chế được sử dụng để bảo vệ các doanh nghiệp độc lập khỏi sự cạnh tranh.